# Пирсон, Уильям
Уильям Пирсон (англ. William Pearson, 1767—1847) — британский астроном, основатель Королевского астрономического общества. Автор труда Введение в практическую астрономию (Introduction to Practical Astronomy) в 2-х томах, 1824 и 1829.

## Биография
Родился в Уитбеке, графство Камберленд. После окончания гимназии в Хоуксхеде, близ Уиндермира, Пирсон некоторое время работал школьным учителем в Хоуксхеде, после чего окончил школу в Линкольне. С юных лет увлёкся астрономией, самостоятельно сконструировал астрономические часы и модель Солнечной системы (Orrery), которую использовал для публичных лекций. Пирсон в 1793 году поступил в Клэр-колледж Кембриджского университета, где из-за материальных трудностей получил статус sizar (студент, который получает определенную форму помощи, такие как питание, более низкие ставки сборов или жилье во время своего периода обучения), но, по-видимому, университет не окончил.
Благодаря содействию Королевского института Пирсон в 1803 году закончил изготовление модели Солнечной системы, которую использовал для демонстрации на лекциях профессора Томаса Юнга. В 1817 году лорд-канцлер Элдон предоставил Пирсону должность пастора в Саут-Килворте, графство Лестершир.
С 1810 года У.Пирсон преподавал в частной школе для мальчиков в лондонском районе Ист-Шин,, где создал астрономическую обсерваторию, в которой, в частности, измерил диаметры Солнца и Луны во время частного солнечного затмения 7 сентября 1820 года, с помощью одного из микрометров, изготовленных Д.Доллондом.
Основание астрономического общества в Лондоне (позже — Королевского астрономического общества) во многом осуществилось благодаря усилиям У.Пирсона. Пирсон участвовал в разработке Устава и служил его казначеем в течение первых десяти лет существования общества. В 1819 году он был избран членом Королевского общества и получил степень Legum Doctor (почётного доктора права).
В 1821 году У.Пирсон оставил работу в школе в Ист-Шин и организовал постройку обсерватории в Саут-Килворте, графство Лестершир, где был размещён азимутальный телескоп с 36-дюймовым фокусным расстоянием, первоначально построенный Эдвардом Траутоном для Петербургской академии наук. Обсерватория также была оснащена ахроматическим рефрактором Тулли с 42-дюймовым фокусным расстоянием, меридианным кругом Уильяма Симмса, и часами Харди.
В обсерватории в Саут-Килворте Пирсон наблюдал покрытие Плеяд в июле и октябре 1821 года. В 1824 и 1829 он опубликовал 2-томный труд Введение в практическую астрономию (Introduction to Practical Astronomy). В первом томе в основном содержатся таблицы редукции. Во втором томе представлены сложные описания и изображения различных астрономических инструментов (рисунки Дж. Фарея и гравюры Э.Террела) с инструкциями по их использованию. Пирсон получил золотую медаль Королевского астрономического общества 13 февраля 1829 за публикацию, которую сэр Джон Гершель называл «одной из самых важных и обширных работ по этому вопросу, который когда-либо был опубликован».
В 1830 году Пирсон был назначен в состав совета Королевской обсерватории в Гринвиче. В том же году при содействии деревенского математика Амвросия Кларка Пирсон начал наблюдения и расчет покрытий 520 звезд. Он представил полученный каталог Королевскому астрономическому обществу 11 июня 1841 года.
Пирсон наблюдал комету Галлея 29 октября 1835 года, а в 1839 году он вывел значение величины наклонения эклиптики на основе собственных наблюдений.
У.Пирсон умер 6 сентября 1847 года в Саут-Килворте, в его честь установлена мемориальная табличка на местной церкви.

## Публикации
- Selected Speeches for the Young Gentlemen of the Seminary (1801)
- Introduction to Practical Astronomy, Vol 1, 1824, and Vol 2, 1829, contained 31 plates Архивная копия от 28 сентября 2016 на Wayback Machine drawn by John Farey, Jr, and engraved by Edmund Turrell.
- Pearson contributed 63 articles to Rees's Cyclopædia on practical astronomy, which included Astronomical, Chronometrical, Optical etc. Instruments, Horology, Planetary Machines, and Watch. The full list is in Gurman and Harratt,[1] p290.
- He wrote the article on Planetary Machines in the Edinburgh Encyclopædia
- He authored numerous articles in Nicholson's Journal, the Philosophical Magazine, and periodicals published by the Royal Astronomical Society. The full list is in Gurman and Harratt,[1] p289.